# Nazywam się Czerwień
Nazywam się Czerwień (tur. Benim Adım Kırmızı) – turecka powieść historyczna Orhana Pamuka z 1998 roku. W Polsce książka ukazała się w 2007 roku w Wydawnictwie Literackim.

## Fabuła
Akcja powieści rozgrywa się w osmańskim Stambule w roku 1591, 1000 lat po Hidżrze. Miniaturzysta Elegant, jeden z czterech mistrzów z pracowni ilustratorów, zostaje znaleziony martwy na dnie wyschniętej studni. Pracował on razem z 3 innymi malarzami - Velicanem (Oliwką), Hasanem Celibi (Motylem) i Musawirem Mustafą (Bocianem) - nad ilustracją książkową dla sułtana. Projekt ten wzbudza spore kontrowersje, gdyż na jego potrzeby miniaturzyści przejęli frankońskie, a więc zachodnie metody perspektyw oraz sposoby rysowania cieniów. Za bluźnierstwo uważa się odejście od tradycyjnego malarstwa, a ilustratorzy obawiają się ataków ze strony kaznodziei Hodschy Efendi i jego ludzi.
W tym czasie do Istambułu wraca Kara Efendi (Czarny), młody żołnierz i obieżyświat. Wciąż jest zakochany w Sekure, miłości z lat młodzieńczych. Żyje ona z dwojgiem dzieci i niewolnicą Hayriye w domu jej ojca. Aby być blisko niej, Kara przyjmuje u niego posadę związaną z koordynacją prac ilustracyjnych nad książką. Przez żydówkę Ester oboje potajemnie wymieniają informacje i koniec końców spotykają się w opuszczonej willi. W czasie ich nieobecności, ojciec Sekure zostaje zamordowany, a strona końcowa książki zrabowana. Aby nie przyciągać uwagi, a także aby anulować wciąż ważny związek z mężem, który od lat nie wracał z wojny, Sekure postanawia zataić śmierć ojca przez kilka dni. Dopiero po uregulowaniu wszystkich formalności, Kara i Sekure pobierają się i informują o morderstwie.
Sułtan jest zirytowany problemami, które uniemożliwiają dokończenie książki i rozkazuje przeszukanie mieszkań miniaturzystów. Gdy brakująca strona się nie znajduje, daje Czarnemu oraz wielkiemu mistrzowi malarzy Osmanowi Efendi 3 dni na odnalezienie mordercy i rozwiązanie zagadki, w przeciwnym razie grożą im tortury.
Obaj rozpoczynają śledztwo i zostają wpuszczeni do skarbca w pałacu sułtana w celu szukania poszlak. Mistrz nie jest jednak szczególnie zainteresowany rozwiązaniem sprawy morderstwa. Ciągle jest zdenerwowany, że sułtan zlecił ojcu Sekure sporządzenie książki podług metod zachodnich i często daje temu wyraz. Ostatecznie jednak podejmuje próby sformułowania przypuszczeń w stosunku do mordercy. W skarbcu znajduje igłę, którą oślepił się niegdyś wielki mistrz Behzad, i sam przebija sobie oczy.
Gdy Kara wraca do domu następnego dnia, ustala, że Sekure opuściła mieszkanie i udała się do byłego teścia. Wraz z kilkoma jego ludźmi wdziera się do jego domu i zabiera żonę ze sobą. W drodze powrotnej oboje są świadkami jak fanatyczni zwolennicy kaznodziei niszczą kawiarnię. Pośród znajdujących się tam gości, Kara spostrzega malarza Motyla i podąża za nim, przeszukując jego mieszkanie. Po tym jak nie przynosi to żadnych rezultatów, obaj udają się do miniaturzysty Bociana. Tam również nic nie znajdują, idą więc do budynku derwiszów, szukając Oliwki. Także jego niewinność wydaje się potwierdzać. Dopiero kiedy Kara i pozostali ilustratorzy go obezwładniają i w przepychance wydłubują mu oczy, ten przyznaje się do kradzieży strony końcowej książki oraz do podwójnego morderstwa.
Próbuje się usprawiedliwiać: Zabijając Eleganta chciał udaremnić jego spotkanie z „kaznodzieją nienawiści” i w ten sposób uchronić miniaturzystów przed niebezpieczeństwem. Po tym jak Oliwka zwierzył się z popełnionej zbrodni ojcu Sekure, zabił starego człowieka z powodu „jego arogancji”. W ramach odwetu morderca atakuje Kare nożem i ucieka. Marzy o pełnej sukcesów przyszłości w Indiach i idzie w kierunku portu, gdzie czeka na niego łódź. Jednak przed opuszczeniem kraju, chce po raz ostatni udać się do pracowni miniaturzystów. Tam czeka na niego zazdrosny szwagier Sekure i rozpoznaje swój własny sztylet w jego rękach. Jednym ciosem jego miecza obcina mu głowę.
Kara wraca ranny do domu, gdzie zajmuje się nim Sekure. Udaje mu się wyzdrowieć i pracuje aż po kres swych dni jako urzędnik sułtana. Po tym jak do władzy dochodzi nowy sułtan pracownie miniaturzystów tracą na znaczeniu. Opuszczają oni miasto, a era stambulskiej ilustracji dobiega końca.

## Budowa i technika
Pamuk nie używa w swojej powieści jednolitej płaszczyzny narracyjnej. W 59 rozdziałach książki główne figury, charaktery poboczne, a nawet przedmioty prezentują na zmianę zawiłą fabułę. 21 narratorów zdaje relację z wydarzeń w perspektywie pierwszoosobowej, tak iż personalna płaszczyzna narracyjna praktycznie zanika. Ofiara zabójstwa dochodzi do głosu, tak samo jak początkowo anonimowy sprawca. Nawet sama „Czerwień”, Szatan i śmierć mają swoje oddzielne rozdziały. Do tej postmodernistycznej techniki narracyjnej Pamuk dodaje po części trywialne wątki miłosne oraz detektywistyczne. Stosuje także technikę powieści o artyście (niem. Künstlerroman) i pozwala czytelnikom na zanurzenie się w świat średniowiecznego Istambułu. Szczegółowo opisuje atmosferę w pracowniach, wpływ malarstwa i ilustracji osmańskich. Te pozostają wątkiem przewodnim, choć obok nich, jest też miejsce dla opisów społeczeństwa. W ramach zobrazowania ich dnia codziennego, autor opisuje życie rodzinne, wydarzenia wojenne czy też rezydencje sułtana. Do tego dochodzą bajki i alegorie, które pochodzą głównie ze świata miniatury. Często opowiadają one historię Behzada, wielkiego mistrza miniaturzystów. Nazywam się Czerwień jest napisana w swego rodzaju technice kolażu. Dzięki temu powieść zyskuje na „lekkości”, a autor nie dopuszcza do zagubienia się złożonych schematów książki w wielu wydarzeniach i perspektywach.

## Interpretacja
Mimo iż akcja powieści rozgrywa się w XVI wieku, znajduje się w niej wiele odniesień do teraźniejszych, aktualnych wydarzeń związanych z Turcją. Pokazując konflikt szkół malarskich między tradycyjnymi i nowoczesnymi sposobami tworzenia, oddany jest wiernie obraz tureckiego społeczeństwa. Jest to konflikt wiary między wschodnimi aksjomatami a zachodnią nowoczesnością. Dobrym przykładem jest niepowodzenie osmańskich malarzy w próbach przekonującego połączenia zapożyczonego, zachodniego stylu z tradycyjnym sposobem malowania. Jednak, podług książki, wpływy zachodnie są nie do zatrzymania.

## Recepcja
Christoph Bartmann z Süddeutsche Zeitung mówił, że Orhanowi Pamukowi udał się portret kraju, który „stoi jedną nogą na zachodzie, drugą zaś w krajach orientu”.